# Провулок Максима Залізняка (Житомир)
Провулок Максима Залізняка — провулок в Богунському районі Житомира. Названий на честь козацького полковника, одного з керівників повстання Коліївщина Максима Залізняка.

## Розташування
Розташований на Мальованці, на теренах Закам'янки.

## Історія
За місцем розташування провулка на початку ХІХ століття виник хутір Лєвандовського. Поруч розташовувався також хутір Геперта. Станом на початок ХХ століття сформувалася траса провулка та вагома частка забудови. На мапі 1941 року підписаний як Антоновський провулок. На мапі 1942 року зазначений як Hinterfluß Gasse (Зарічанський провулок).
У 1951 році відомий за назвою провулок Левченка. У 1958 році згадується у документах як Зарічанський провулок.
До 19 лютого 2016 року називався 1-й Пролетарський провулок. Відповідно до розпорядження Житомирського міського голови від 19 лютого 2016 року № 112 «Про перейменування топонімічних об'єктів та демонтаж пам'ятних знаків у м. Житомирі», перейменований на провулок Максима Залізняка.